# مطار تينسون بن
مطار تينسون بير (إياتا: KTP، إيكاو: MKTP) (بالإنجليزية: Tinson Pen Aerodrome)‏ هو مطار يقع في كينغ ستون جامايكا.